# Sisillio II
Sisillio II (in gallese Saessyllt II; fl. 327-312 a.C.) fu un leggendario re della Britannia, menzionato nella Historia Regum Britanniae di Goffredo di Monmouth.
Era figlio di re Guithelin e della regina Marcia, che dopo la morte del marito regnò per sei anni come reggente al posto del figlio, che salì al potere dopo la morte della madre. Dopo di lui su trono salì il figlio Cinario.